# Franciszek Bachleda-Księdzularz
Franciszek Bachleda-Księdzularz (ur. 2 stycznia 1947 w Zakopanem, zm. 19 listopada 2019) – polski polityk, działacz społeczny i samorządowiec, prezes Związku Podhalan (1987–1993), senator III, IV i V kadencji.

## Życiorys
Po ukończeniu technikum budowlanego w Zakopanem pracował przez 5 lat w zakopiańskim Przedsiębiorstwie Budownictwa Ogólnego „Podhale”; następnie w 1977 ukończył studia na Uniwersytecie Jagiellońskim w zakresie filologii polskiej. Po studiach pracował w Muzeum Tatrzańskim i Zespole Szkół Zawodowych im. Władysława Matlakowskiego w Zakopanem. W czasie stanu wojennego został internowany na kilkanaście dni, był potem zatrudniony w urzędzie parafialnym w Zakopanem.
Ukończył kurs choreograficzny, współpracował z kilkoma zespołami regionalnymi, m.in. Studenckim Zespołem Góralskim „Skalni” przy Akademii Rolniczej w Krakowie. W latach 1981–1987 przewodniczył oddziałowi zakopiańskiemu Związku Podhalan, a następnie przez dwie kadencje był prezesem zarządu głównego tej organizacji (do 1993). W latach 1990–1996 był redaktorem naczelnym regionalnego pisma „Hale i Dziedziny”.
W latach 1993–2005 przez trzy kadencje zasiadał w Senacie – w 1993 i 1997 reprezentował województwo nowosądeckie (z ramienia Bezpartyjnego Bloku Wspierania Reform i Akcji Wyborczej „Solidarność”). W 2001 został wybrany w okręgu nowosądeckim z listy komitetu Blok Senat 2001. W IV kadencji był przewodniczącym Komisji Ochrony Środowiska. W 1993 współorganizował i następnie kierował przedsiębiorstwem „Geotermia Podhalańska”. Pełnił też funkcję burmistrza gminy Tatrzańskiej (Zakopane, Kościelisko i Poronin).
W 2005 nie ubiegał się o reelekcję, rok później bez powodzenia startował na stanowisko burmistrza i do rady miasta Zakopane. W 2006 został sekretarzem miasta. W 2008 powołano go na stanowisko dyrektora Centralnego Ośrodka Sportu w Zakopanem. Był związany z Platformą Obywatelską, w 2010 z jej ramienia uzyskał mandat radnego sejmiku małopolskiego. W 2014 nie kandydował w kolejnych wyborach.
Pochowany na cmentarzu Zasłużonych na Pęksowym Brzyzku w Zakopanem.
Wyróżniony tytułem honorowego obywatela Gminy Krościenko nad Dunajcem oraz członkostwem honorowym w Związku Podhalan. W 2024 pośmiertnie odznaczony Krzyżem Komandorskim Orderu Odrodzenia Polski i Krzyżem Wolności i Solidarności.

## Życie prywatne
Był żonaty, miał troje dzieci.